# Kepler-19b
Kepler-19b es un exoplaneta en órbita alrededor de Kepler-19, más joven y un poco más pequeña que el Sol situada aproximadamente 6900 años luz (2119 pc) del Sistema Solar en la constelación de Lyra. Se ha detectado un sistema planetario con dos cuerpos en el año 2011 alrededor de esta estrella usando el telescopio espacial Kepler.

Kepler-19b es un cuerpo un poco más de diez veces mayor que la Tierra en términos de masa, orbitando en un poco menos de 9,3 días a su estrella madre, por lo que es tal vez una supertierra, o un tipo de planeta Neptuno caliente, con una temperatura promedio en la superficie del orden de 440 °C.